# Córki mafii
Córki mafii (ros. Сёстры, Sjostry) – rosyjski film sensacyjny z 2001 roku w reżyserii Siergieja Bodrowa Jr.

## Fabuła
Alik (Roman Agiejew), boss mafii, wychodzi po kilku latach z więzienia. Wkrótce zgłaszają się do niego byli wspólnicy. Żądają miliona dolarów, które podobno ukrył. Grożą, że jeśli ich nie odda, porwą jego córki.

## Obsada
- Oksana Akińszyna jako Swieta Morozowa
- Katia Gorina jako Dina
- Roman Agiejew jako Alik, boss mafii
- Dmitrij Orłow jako Palych
- Aleksander Baszirow jako Seifullin
- Tatiana Kolganowa jako Natasza
- Andriej Krasko jako wujek Misza

## Muzyka w filmie
W filmie głównie wykorzystano utwory zespołów: Кино  m.in. Кукушка, В Наших Глазах, Спокойная Ночь, Следи За Собой, Стук, Война, Агата Кристи – Ein Zwei Drei Waltz, Пуля oraz Би-2 pt. Полковнику Никто Не Пишет.